# Ирвинг, Джон (футболист)
Джон Гу́дисон И́рвинг (англ. John Goodison Irving; род. 17 сентября 1988, Портсмут, Англия) — английский футболист, защитник.

## Карьера

### «Эвертон»
Джон родился в Портсмуте, когда ему было 2 года его семья переехала в Ливерпуль. С 1995 года Ирвинг начал заниматься футболом в академии «Эвертона», где провёл 14 лет, за которые был капитаном команд каждой возрастной группы. В возрасте 14 лет Джон был впервые включён в заявку на матч резервной команды и вскоре стал её капитаном.
20 декабря 2007 года Ирвинг был включён в заявку на матч группового этапа Кубка УЕФА против АЗ. К тому времени «Эвертон» уже обеспечил себе выход в следующий раунд, однако Ирвиннг на поле так и не появился.
В 2007 и 2008 годах защитник признавался лучшим игроком резервной команды «Эвертона».
В сезоне 2008/09 Джон получил несколько травм, и летом 2009 года покинул мерсисайдцев, так и не проведя за них ни одного матча.

### «Бала Таун»
Ирвинг подписал контракт с валлийским клубом «Бала Таун». Дебютный матч за новую команду защитник провёл 5 сентября 2009 года. Джон сразу же стал игроком основного состава «Бал Таун», в первом же сезоне он сыграл 22 матча, а в следующем — 31. 17 сентября 2010 года защитник отметился первым забитым мячом в профессиональной карьере, принеся своей команде победу в концовке встречи с «Престатин Таун».
За четыре сезона в Уэльсе Джон провёл 109 матчей чемпионата, в которых забил 3 мяча. В своей последней встрече за «Бала Таун» Ирвинг забил победный гол в ворота «Порт-Толбот Таун», которыйпринёс его команде путёвку в еврокубки на сезон 2013/14.

### «Окленд Сити»
В 2013 году Джон подписал контракт с новозеландским клубом «Окленд Сити», выигравшим Лигу чемпионов ОФК. 10 ноября того же года Джон провёл первый матч за оклендский клуб. 11 декабря 2013 года Ирвинг сыграл во встрече Клубного чемпионата мира против «Раджа Касабланка».
Джон сыграл 7 матчей в ставшей победной для его команды Лиге чемпионов ОФК 2013/14. В том числе в обеих играх финала против «Амикаля» из Вануату.
В стартовом матче Клубного чемпионата мира 2014 Джон отметился забитым пенальти в послематчевой серии против марокканского «Атлетика» из Тетуана". В четвертьфинальной игре против алжирского ЕС Сетиф Ирвинг забил победный мяч, который принёс «Окленду» выход в полуфинал турнира. После поражения в полуфинале от «Сан-Лоренсо» «Окленд» в матче за третье место встречался с мексиканским «Крус Асуль». Основное время матча закончилось вничью, а в серии послематчевых пенальти, несмотря на промах Ирвинга, новозеландцы одержали победу.
В начале 2015 года Ирвинг получил травму, и не был включён в заявку своей команды для участия в Лиге чемпионов ОФК 2014/15.

## Достижения
Окленд Сити
- Победитель Лиги чемпионов ОФК (1): 2013/14
- Бронзовый призёр клубного чемпионата мира (1): 2014
- Чемпион Новой Зеландии (2): 2013/14, 2014/15